# Хімічна термодинаміка
Хімі́чна термодина́міка — розділ фізичної хімії, що вивчає процеси взаємодії речовин методами термодинаміки. Під хімічною термодинамікою часто розуміють вчення про хімічну рівновагу, основними задачами якого є передбачення напрямку хімічної реакції, її виходу і рівноважного стану реакційного середовища залежно від вихідного складу, температури та тиску. Хімічна термодинаміка тісно пов'язана з термохімією й вченням про розчини (зокрема, електроліти), теорією електродних потенціалів, з термодинамікою поверхневих явищ. Основні експериментальні методи хімічної термодинаміки — калориметрія, вимірювання електрорушійної сили електрохімічних елементів, вимірювання зміни тиску газових систем при протіканні в них хімічних реакцій. Методи хімічної термодинаміки використовуються також у геології, металургії, гірничій справі, нафтохімії.
Основними напрямками хімічної термодинаміки є:
1. класична хімічна термодинаміка, що вивчає термодинамічні рівноваги взагалі;
2. термохімія, що вивчає теплові ефекти, якими супроводжуються хімічні реакції.
3. теорія розчинів, що моделює термодинамічні властивості речовини виходячи з уявлень про молекулярну будову та даних про міжмолекулярну взаємодію.

Хімічна термодинаміка тісно дотикається з такими розділами хімії, як:
- аналітична хімія;
- електрохімія;
- колоїдна хімія;
- адсорбція та хроматографія.

## Історія
Розвиток хімічної термодинаміки проходив одночасно двома шляхами: термохімічним та термодинамічним. Виникнення термохімії як самостійної науки співвідносять з відкриттям Германом Івановичем Гессом, професором Петербурзького університету, взаємозалежності між тепловими явищами хімічних реакцій — закону Гесса.